# Tetralaucopora fuliginosa
Tetralaucopora fuliginosa är en skalbaggsart som först beskrevs av Thomas Casey 1906.  Tetralaucopora fuliginosa ingår i släktet Tetralaucopora och familjen kortvingar. Inga underarter finns listade i Catalogue of Life.